# Gottfried Salomon
Pour les articles homonymes, voir Salomon.
Gottfried Salomon (puis Salomon-Delatour), né à Francfort-sur-le-Main le 21 novembre 1892 et mort le 27 avril 1964 au même endroit, est un sociologue allemand.

## Biographie
Salomon obtient son doctorat en 1916 sous la direction de Georg Simmel à Strasbourg. De 1921 à 1931, il enseigne la sociologie en tant que professeur associé à l'Université de Francfort-sur-le-Main. 1925/1926, il est rédacteur en chef de l'annuaire de sociologie . En novembre 1928, Salomon est le président fondateur, aux côtés du directeur Richard Oehlert, d'une société franco-allemande de Francfort. De 1925 à 1927, il publie un "annuaire de sociologie. Une collection internationale". De 1928 à 1931, il est la cheville ouvrière des Cours Universitaires de Davos, en Suisse, où se réunissent des intellectuels de toute l'Europe.
Salomon émigre en France en 1933 en raison de la loi de restauration de la fonction publique, où il est maître de conférences dans une université parisienne et rédacteur en chef de l' Information Économique. En 1941, Salomon s'enfuit plus loin aux États-Unis, où il enseigne en tant que professeur à la New School for Social Research de New York de 1941 à 1943. Ici, il prend le nom de jeune fille de sa mère, Delatour, comme deuxième nom de famille, peut-être pour éviter toute confusion avec Albert Salomon, qui enseigne également en tant qu'émigrant à New York. En 1942, il enseigne également à l'Université de Denver. Pendant la Seconde Guerre mondiale, il conseille le Département de la guerre à Washington, DC. Dans les années 1946-1950, il devient professeur de sociologie à l'Université de Columbia. Salomon retourne à Francfort en tant que professeur d'université en 1958, où il meurt en 1964.
Theodor W.Adorno et Walter Benjamin sont parmi ses étudiants de Francfort dans les années 1920, et Otthein Rammstedt est parmi ses étudiants après 1958.
Le domaine Salomon-Delatours se trouve dans les archives de l'université de Bielefeld et à l'Institut international d'histoire sociale d'Amsterdam.

## Travaux (sélection)
- Beitrag zur Problematik von Mystik und Glaube. Singer, Straßburg 1916. Zugleich Diss. phil. Universität Straßburg (bei Georg Simmel)
- Die Geschichte der neuzeitlichen Gesellschaft und Gesellschaftswissenschaft bis zur Französischen Revolution. Habil.schr. 1921 (bei Franz Oppenheimer)
- Pierre-Joseph Proudhon und der Sozialismus. Paul Cassirer, Berlin 1922
- Das Mittelalter als Ideal in der Romantik. Drei Masken, München 1922
- Zur deutsch-französischen Verständigung, in: Deutsch-Französische Rundschau, Jg. 2, 1929, H. 1, S. 6–9
- Deutsch-französische Kulturpolitik. 1928
- Allgemeine Staatslehre. Spaeth & Linde, Berlin 1931
- Staatsrecht in Deutschland.- In: Freie Wissenschaft. Ein Sammelbuch aus der deutschen Emigration herausgegeben von E[mil] J[ulius] Gumbel. Sebastian-Brant Verlag: Strasbourg 1938. Seiten 174–189
- À propos des sociologies de la guerre, in Revue Internationale de Sociologie (Gegr. von René Worms), Paris, Jg. 46, H. 7, 1939
- Politische Soziologie. Enke, Stuttgart 1959
- Susanne Stöber: Die Lehre Saint-Simons. Reihe: Politica, 7. Hg. und Einleitung Gottfried Salomon-Delatour. Luchterhand, Neuwied 1962
- Moderne Staatslehren. Reihe: Politica, 18. Luchterhand, Neuwied 1965
- Schriften. Hrsg. Christoph Henning. Reihe: Klassiker der Sozialwissenschaften. VS-Verlag, Wiesbaden 2011  (ISBN 978-3-531-16579-0)